# Kontrola cen
Niektóre z zamieszczonych tu informacji wymagają weryfikacji.
 Po wyeliminowaniu niedoskonałości należy usunąć szablon {{Dopracować}} z tego artykułu.
Kontrola cen - forma regulacji, obejmuje ustalanie cen minimalnych bądź maksymalnych. 
Aby zapewnić producentowi dochód, państwo ustala cenę minimalną na jego dobra. 
Zaś by pozbyć się monopoli ustala ceny maksymalne.
Kontrola cen zwiększa efektywność alokacyjną, jak i efektywność X.
Techniki bezpośredniej kontroli cen:
- ustalanie maksymalnej marży zysku

Cel to zapobieganie nadmiernego wzrostu cen i nadużycia siły rynkowej przez monopolistę.
- ustalanie maksymalnej stopy zwrotu (zysku) od zainwestowanego kapitału

Zwiększenie zysków poprzez wybieranie kapitałochłonnych technik produkcji,
kosztem technik zapewniających efektywność  alokacyjną.
- ustalanie maksymalnej ceny

Ustalenie pułapu cenowego przez urząd regulacyjny ma skłonić przedsiębiorstwo do podejmowania
decyzji prowadzących do efektywności alokacyjnej. W ten sposób monopolista nie może podnieść cen.